# Distretto di Nookat
Il distretto di Nookat (in kirghiso Ноокат району?, Nookat rayonu) è un distretto (raion) del Kirghizistan con  capoluogo Nookat.